# Боровицы (Псковский район)
Боровицы — деревня в Ядровской волости Псковского района Псковской области.
Расположена на побережье реки Великая, в 24 км к юго-западу от южной границы Пскова и деревни Черёха.
| 2001 | 2002 | 2010 |
| ---- | ---- | ---- |
| 14   | ↘12  | ↘10  |